# Iglesia evangélica luterana española
La Iglesia Evangélica Luterana Española es una comunidad cristiana de tradición luterana asentada en España, como Misión desde el año 2000 y como Iglesia desde 2004. Se trata de una iglesia luterana de tipo confesional, pues se adhiere al Libro de Concordia (1580) como una fiel exposición de las enseñanzas de la Biblia.

## Historia del Luteranismo en España
La Iglesia Luterana en España tiene sus orígenes en la época de la Reforma Protestante, pero la Inquisición Española persiguió activamente a los luteranos y a otros protestantes debido a su fe evangélica. Sufrieron prisión, exilio y otras penurias. La Inquisición expulsó a los luteranos de España.
Aproximadamente cinco siglos después de su desaparición, se restableció la presencia del luteranismo en España. En el año 2000, la Iglesia Evangélica Luterana de Argentina (IELA), en colaboración con una familia luterana de Toledo, España, envió a un misionero para liderar las labores de evangelización. En 2002, se envió un segundo misionero de la iglesia argentina para continuar con esa labor, estableciendo una congregación y extendiendo la labor evangelística a otras zonas de España. La IELE fue reconocida por el gobierno español en 2004.
El primer pastor español de la IELE asumió el cargo en octubre de 2010. La IELE cuenta con varios miembros inscritos en programas pastorales. La iglesia tiene una congregación en Asturias, en el norte de España, y puestos misioneros en Madrid, Cataluña y Andalucía.

## Afiliación
Pertenece al Concilio Luterano Internacional, una organización internacional de iglesias luteranas que no tiene acuerdos de comunión con la Federación Luterana Mundial y del Consejo Mundial de Iglesias. Esta Iglesia tiene sólidos vínculos con la Iglesia Evangélica Luterana Argentina (IELA) y con la Iglesia Luterana-Sínodo de Missouri (LCMS).
Debido a la poca implantación de esta rama Cristiana en España, en los lugares de España donde no hay culto de Iglesia evangélica luterana española la Iglesia evangélica española y Iglesia Española Reformada Episcopal los servicios religiosos actúan como equivalente a esta denominación cristiana y viceversa.
Fuera de España las diferentes ramas cristianas pertenecientes a Concilio Luterano Internacional y Federación Luterana Mundial actúa como equivalente a esta denominación cristiana y viceversa.